# Alfons IV. (Aragón)
Alfons IV. von Aragón der Gütige (* 1299 in Neapel; † 24. Januar 1336 in Barcelona) war von 1327 bis zu seinem Tod König von Aragón und Sardinien.
Er war der Sohn und Nachfolger Jakobs II. und dessen Gemahlin Blanka von Anjou-Neapel. Schon als Kronprinz eroberte Alfons 1324 Sardinien, das seinem Vater von Papst Bonifatius VIII. zugesichert worden war, nachdem er auf Sizilien verzichtet hatte. Um die Eroberung zu sichern, führte Alfons als König Krieg mit Genua, dazu verbündete er sich mit König Jakob III. von Mallorca. Er heiratete 1314 Teresa d’Entença (1300–1327), Gräfin und Erbin von Urgell, Tochter des Gombaldo, Baron von Entença.
Alfons war später kränklich und wandte sich der Religion zu. Er geriet völlig unter den Einfluss seiner zweiten Gemahlin Eleonore, Tochter Ferdinands IV. von Kastilien. Wegen Schenkungen an Eleonore geriet er mit den Ständen in Streit, in dem er unterlag. Seinen Beinamen erhielt er wegen seiner verschwenderischen Nachgiebigkeit. Er starb 1336 an Wassersucht.
Aus seiner ersten Ehe hatte er folgende Kinder:
- Alfons (1315–1317)
- Konstanze (1318–1346) ⚭ 1336 König Jakob III. von Mallorca
- Peter IV. (1319–1387), König von Aragón
- Jakob (1321–1347), Graf von Urgell ⚭ 1336 Cäcilia de Comminges
- Isabel (1323–1327)
- Friedrich (* 1325), starb jung
- Sancho (1326–1327)

aus seiner zweiten Ehe hatte Alfons zwei Söhne:
- Ferdinand (1329–1363), Marques de Tortosa ⚭ 1354 Maria von Portugal
- Johann (1331–1358), Herr von Elche ⚭ 1354 Isabel Nuñez de Lara